# Municipio de Fruitland (Míchigan)
El municipio de Fruitland (en inglés: Fruitland Township) es un municipio ubicado en el condado de Muskegon en el estado estadounidense de Míchigan. En el año 2010 tenía una población de 5543 habitantes y una densidad poblacional de 54,33 personas por km².

## Geografía
El municipio de Fruitland se encuentra ubicado en las coordenadas 43°20′39″N 86°20′27″O / 43.34417, -86.34083. Según la Oficina del Censo de los Estados Unidos, el municipio tiene una superficie total de 102.02 km², de la cual 93,9 km² corresponden a tierra firme y (7,96 %) 8,12 km² es agua.

## Demografía
Según el censo de 2010, había 5543 personas residiendo en el municipio de Fruitland. La densidad de población era de 54,33 hab./km². De los 5543 habitantes, el municipio de Fruitland estaba compuesto por el 95,54 % blancos, el 0,74 % eran afroamericanos, el 1,06 % eran amerindios, el 0,34 % eran asiáticos, el 0,36 % eran de otras razas y el 1,95 % eran de una mezcla de razas. Del total de la población el 2 % eran hispanos o latinos de cualquier raza.